# Zelekivka, Bilovodsk
Zelekivka (în ucraineană Зелеківка) este un sat în comuna Baranîkivka din raionul Bilovodsk, regiunea Luhansk, Ucraina.

## Demografie
Componența lingvistică a localității Zelekivka
     Ucraineană (93,23%)
     Rusă (6,64%)
Conform recensământului din 2001, majoritatea populației localității Zelekivka era vorbitoare de ucraineană (93,23%), existând în minoritate și vorbitori de rusă (6,64%).